# Bârâiacu
Bârâiacu – wieś w Rumunii, w okręgu Mehedinți, w gminie Ponoarele. W 2011 roku liczyła 292 mieszkańców.